# Кетонурія
Кетонурія — прояв патологічного стану, при якому в сечі присутні кетонові тіла. Є клінічним лабораторним симптомом.
Це спостерігається в умовах, коли організм виробляє надлишок кетонів, як ознака того, що він використовує альтернативне джерело енергії. Це спостерігається під час голодування або частіше при цукровому діабеті 1 типу. Вироблення кетонових тіл є нормальною реакцією на нестачу глюкози, призначеної для забезпечення альтернативного джерела палива з жирних кислот.

## Патогенез
Кетони є кінцевими продуктами метаболізму жирних кислот. У здорових людей кетони утворюються в печінці та повністю метаболізуються, через це в сечі виявляється лише незначна їхня кількість. Однак, коли вуглеводи недоступні або не можуть бути використані як джерело енергії, жир стає переважаючим засобом отримання енергії для організму замість вуглеводів, і надмірна кількість кетонів утворюється як побічний продукт метаболізму. Вищий рівень кетонів у сечі вказує на те, що організм використовує жир як основне джерело енергії.
Кетонові тіла, які зазвичай з'являються в сечі, при спалюванні жирів для отримання енергії — це ацетоацетат і бета-гідроксимасляна кислота. Ацетон також виробляється в легенях і виділяється ними. У нормі сеча не повинна містити помітної концентрації кетонів, щоб дати позитивну реакцію. Як і у випадку з тестами на глюкозу, рівень ацетоацетату можна перевірити за допомогою щупа або в лабораторії. Результати повідомляються як мала, помірна або велика кількість ацетоацетату. Невелика кількість ацетоацетату — значення менш як 20 мг/дл; помірна кількість — значення 30-40 мг/дл і результат 80 мг/дл або більше вважається великою кількістю.
Одне дослідження 2010 року визнає, що, хоча зв'язок кетонурії із загальним метаболічним здоров'ям погано вивчений, існує позитивний зв'язок між наявністю кетонурії після голодування та позитивним метаболічним здоров'ям.

## Причини
- Хвороби, такі як цукровий діабет, переважно I типу, ниркова глюкозурія або захворювання накопичення глікогену.
- Стани, такі як голодування, дієти з низьким вмістом вуглеводів, тривале блювання та анорексія, у тому числі спричинені гіперемезією вагітних.
- Стани, при яких посилюється метаболізм, наприклад гіпертиреоз, гарячка, вагітність або лактація.

У людей без цукрового діабету кетонурія може виникнути під час деяких гострих захворювань або сильного стресу. Приблизно 15 % госпіталізованих пацієнтів можуть мати кетонурію, навіть якщо у них немає цукрового діабету. Кетонові тіла в сечі у пацієнта з цукровим діабетом свідчать про те, що у пацієнта не досягнуто його компенсації, тому слід негайно скорегувати ліки, дієту або те й інше. У пацієнтів без цукрового діабету кетонурія свідчить про знижений метаболізм вуглеводів і підвищений метаболізм жирів.

## Діагностика
Використовуються смужки для екранування кетону. Смужка складається з тонкого шматка пластикової плівки, трохи більшого за сірник, з реагентною подушечкою на одному кінці, яку або занурюють у зразок сечі, або пропускають через потік під час сечовипускання. Прокладці дозволяється реагувати протягом точно визначеного проміжку часу (рекомендовано використовувати секундомір, щоб точно відміряти цей час і не враховувати будь-яку результуючу зміну забарвлення після зазначеного часу). Його кінцеве забарвлення потім порівнюється з градуйованою діаграмою відтінків, що вказує на діапазон виявлення від відсутності кетонів до значної кількості. При тяжкому діабетичному кетоацидозі дипстикс-реакція на основі нітропрусиду натрію, яка показує лише  ацетоацетат, може не відображати реальний рівень кетонових тіл у крові. Співвідношення бета-гідроксимасляної кислоти до ацетоацетату зміщується від нормального значення приблизно 1:1 до приблизно 10:1 в умовах сильного кетоацетозу через зміну окисно-відновного середовища в печінці. Таким чином, вимірювання лише ацетоацетату призводить до недооцінки показників супутнього бета-гідроксибутирату, якщо застосовувати стандартний коефіцієнт перерахунку.
| сеча значення | Позначення      | Приблизна концентрація в сироватці крові | Приблизна концентрація в сироватці крові |
| сеча значення | Позначення      | мг/дл                                    | ммоль/л                                  |
| ------------- | --------------- | ---------------------------------------- | ---------------------------------------- |
| 0             | Негативний      | Контрольний діапазон : 0,5-3,0           | 0,05-0,29                                |
| 1+            |                 | 5 (міжквартильний діапазон (IQR): 1–9)   | 0,5 (IQR: 0,1–0,9)                       |
| 2+            | Кетонурія       | 7 (IQR: 2–19)                            | 0,7 (IQR: 0,2–1,8)                       |
| 3+            |                 | 30 (IQR: 14–54)                          | 3 (IQR: 1,4–5,2)                         |
| 4+            | Тяжка кетонурія | -                                        | -                                        |

### Скринінг
Скринінг на кетонурію часто проводиться для хворих на тяжкі гострі хвороби, пацієнтів до операції та вагітних жінок. Будь-який хворий на цукровий діабет, який має підвищений рівень глюкози в крові та сечі, має пройти тест на кетони в сечі. Крім того, при переході на лікування цукрового  діабету з інсуліну на пероральні гіпоглікемічні препарати слід контролювати сечу пацієнта на наявність кетонурії. Розвиток кетонурії протягом 24 годин після анулювання інсуліну зазвичай свідчить про слабку відповідь на пероральні гіпоглікемічні засоби. Пацієнти з цукровим діабетом повинні регулярно перевіряти сечу на вміст глюкози та кетонів, особливо при розвитку гострої інфекційної хвороби чи іншого супутнього захворювання.
У станах, пов'язаних з ацидозом, тестують кетони в сечі, щоб оцінити тяжкість процесу та контролювати відповідь на лікування. Кетони в сечі з'являються до того, як відбувається значне підвищення рівня кетонів у крові; тому вимірювання кетонів в сечі особливо потрібне в екстрених ситуаціях.